# Rob Tyner
Rob Tyner (12 de dezembro de 1944 - 17 de setembro de 1991) foi o vocalista da banda de Rock americana MC5.
Nascido Robert Derminer, seu nome artístico foi adotado em tributo ao pianista de jazz McCoy Tyner. Tyner fez audição para ser baixista, mas a banda sentiu seu talento seria melhor utilizado como vocalista.

## Carreira
Em 1977, Tyner colaborou com o Eddie and the Hot Rods para o lançamento de um compacto coincidindo com a turnê promocional no Reino Unido para promover o relançamento dos discos do MC5. Simultaneamente nos Estados Unidos, Tyner começou o "The New MC5" que mais tarde operou como "The Rob Tyner Band" e plantou as sementes para o que viria a ser o "Rob Tyner & The National Rock Group", um projeto fértil, mas nunca seguro o bastante para fazer um acordo para lançamentos. Em 1985, Tyner doou seus talentos para um LP para benefício aos veteranos do Vietnã. Tyner estava fazendo planos para o National Rock Group, com inclusive o lançamento do CD "Blood brothers", estava incluso no projeto o baterista Jakson Spires da banda Blackfoot, quando em 1991 veio a falecer.

## Morte
Em 17 de setembro de 1991, foi encontrado caído sem respiração e com batimentos cardíacos fracos sobre o volante do carro em sua casa em Berkeley, Michigan. Foi levado ao hospital Beaumont em Royal Oak, onde morreu vítima de ataque cardíaco. Deixando sua mulher, Becky, e três filhos.